# Симфонія Кітченера та Ватерлоо
Симфонія Кітченера та Ватерлоо (англ. Kitchener–Waterloo Symphony, KWS) — канадський симфонічний оркестр міст-побратимів Кітченера та Ватерлоо в провінції Онтаріо. Це одна з найбільших мистецьких і культурних організацій регіону Ватерлоо. Оркестр складається з 52 професійних музикантів за повним контрактом. Головним місцем для виступів оркестру є зал на 2047 місць у центрі сценічного мистецтва Центр на площі (Center In The Square) на вулиці Королеви (Queen Street) в центрі міста Кітченер. Протягом 38-тижневого сезону оркестр дає близько 90 концертів, які відвідують понад 90 000 слухачів. Оркестр регулярно звучить по всій Канаді на Сі-Бі-Сі Радіо 2 (CBC Radio Two).

## Історія
Оркестр Симфонія Кітченера та Ватерлоо був створений у 1945 році доктором Гленном Круспе для супроводу концерту Великого філармонійного хору (Grand Philharmonic Choir). Його наступник Фредерік Пол у 1966 році заснував молодіжний оркестр Симфонії Кітченера та Ватерлоо.
Диригент Раффі Арменян, який найдовше працював з оркестром, як музичний керівник Стретфордського шекспірівського театрального фестивалю, у 1971 році заснував Канадський камерний ансамбль (Canadian Chamber Ensemble), в якому грали професійні музиканти. Під його керівництвом оркестр став професійним колективом із 52 музикантами, які гастролювали по Канаді, Європі, Південній Америці та Азії та зробили численні записи музики, серед яких декілька були номіновані на премію Джуно (див. Pierre Juneau).
У середині 2000-х років оркестр зіткнувся з фінансовими труднощами. В жовтні 2006 року керівництво оголосило, що буде змушене банкрутувати, якщо не зможе зібрати необхідні кошти. Щоб підримати оркестр, громадскість відповіла кампанією «Врятуй нашу симфонію». Вдалося зібрати 2,3 мільйона доларів і оркестр продовжив роботу.
Концертний сезон 2006/07 років, який очолив Едвін Автвотер, один з найкреативніших і найцікавіших диригентів Північної Америки, був процвітаючим у фінансовому відношенні.
З моменту заснування в 1945 році симфонічний оркестр Симфонія Кітченера та Ватерлоо пройшов творчий шлях свого зростання від громадського оркестру до третього за величиною в Онтаріо. Розом зі своїми однолітками — Симфонічним оркестром Торонто та оркестром Національного центру мистецтв Оттави, він є одним із видатних оркестрів Канади і найбільшим роботодавцем митців і культурних працівників регіону Ватерлоо.

## Музичні керівники
- Гленн Круспе (1945—1960)
- Фредерік Пол (1960—1970)
- Раффі Арменян (1971—1993)
- Чосей Комацу (1993—1999)
- Мартін Фішер-Діскау (2001—2003)
- Едвін Автвотер (2007—2017)
- Андрій Фегер (2018 — дотепер)